# Václav Brožík
Václav Brožík (eller Wenzel von Brozik), född den 5 mars 1851, död den 15 april 1901, var en böhmisk konstnär.

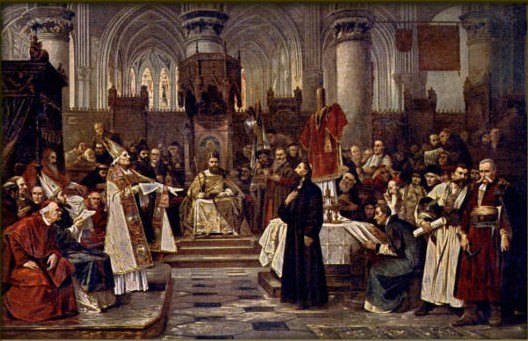
Václav Brožíks målning Jan Hus inför konciliet i Konstanz

Brožík verkade främst som historiemålare och hämtade företrädesvis sina ämnen från Böhmens nationella historia, såsom i hans målning Jan Hus i Konstanz, som finns i Prags rådhus.